# وتر منضم
الأوتار المنضمة (المعروفة سابقا باسم الصوان الأربي الصدري) هي بنية تكونت من الجزء السفلي من السيلان العضلي للعضلة المائلة الداخلية والعضلة المستعرضة حيث تدرج في قمة العانة والخط البكتيني مباشرة خلف الأربية السطحية. عادة ما تكون مرتبطة مع وتر العضلة المائلة الداخلية، ولكنها قد تكون منفصلة كذلك. وتشكل الجزء الإنسي من الجدار الخلفي للقناة الأربية.

## أهمية سريرية
الوتر الموصل يعمل على حماية ما قد يكون نقطة ضعف في جدار البطن. يمكن أن يؤدي ضعف الوتر الموصل إلى تعقّد الفتق الإربي المباشر.
سيظهر فتق إربي مباشر من خلال مثلث هيسلباخ، الذي تكون حدوده هي المستقيمة البطنية (إنسيًا)، الشريان الشرسوفي السفلي والوراين، والرب الأربي (دون المستوى). فإن الفتق سوف يكمن في الشريان الشرسوفي السفلي. هذا على النقيض من الفتق الإربي الغير مباشر، والذي سوف يبرز بشكل جانبي إلى الشريان الشرسوفي السفلي وهو الأكثر شيوعا بسبب خلل في إغلاق الحلقة الأربية العميقة.

## صور إضافية

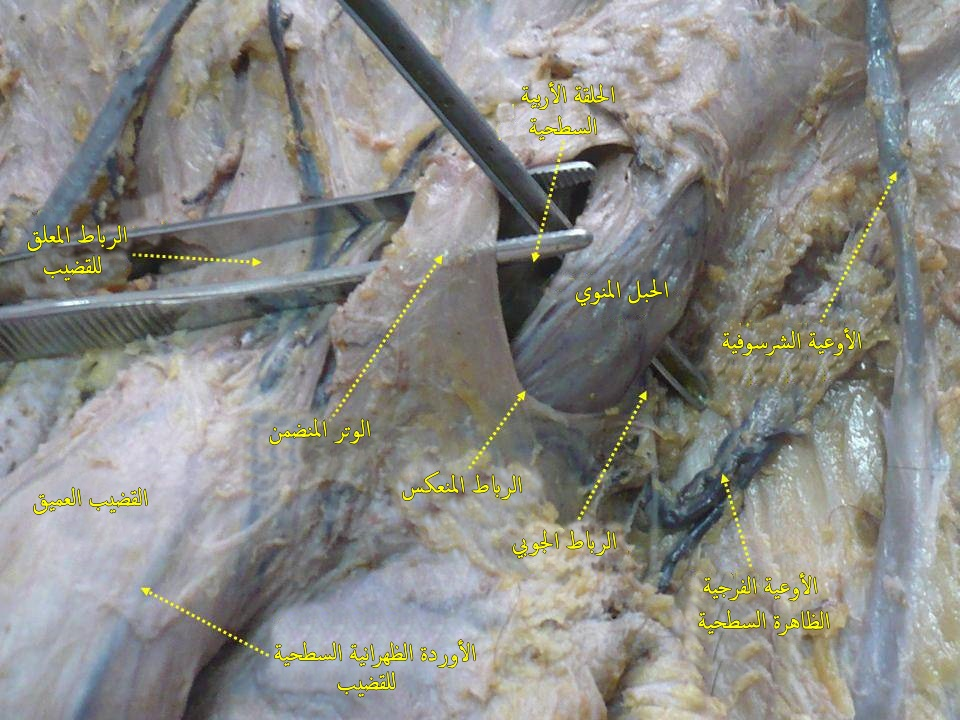
جدار البطن الامامي، ينظر اليه من الامام

## وصلات خارجية
- صور تشريحية:35:18-0103 في مركز داونستيت الطبي التابع لجامعة نيويورك
- صور تشريحيَّة:7531 على موقع مركز سوني دونستات الطبي.